# آرثر روبرتس (مونتير)
آرثر روبرتس (بالإنجليزية: Arthur Roberts)‏ هو مونتير أمريكي، ولد في 17 يوليو 1890 في تكساس في الولايات المتحدة، وتوفي في 5 فبراير 1961 في كاليفورنيا في الولايات المتحدة.

## وصلات خارجية
- آرثر روبرتس على موقع IMDb (الإنجليزية)
- آرثر روبرتس على موقع تيرنر كلاسيك موفيز (الإنجليزية)
- آرثر روبرتس على موقع أول موفي (الإنجليزية)
- آرثر روبرتس على موقع قاعدة بيانات الأفلام السويدية (السويدية)
- آرثر روبرتس على موقع قاعدة بيانات الفيلم (الإنجليزية)
- آرثر روبرتس على موقع كينوبويسك (الروسية)